# Episodi di That '90s Show (seconda stagione)
La seconda stagione della serie televisiva That '90s Show di divide in due parti distribuite mondialmente sul servizio streaming Netflix rispettivamente il 27 giugno e il 22 agosto 2024.
| n°            | Titolo Originale         | Titolo Italiano              | Pubblicazione  |
| Prima parte   | Prima parte              | Prima parte                  | Prima parte    |
| ------------- | ------------------------ | ---------------------------- | -------------- |
| 1             | You Oughta Know          | Dovresti saperlo             | 27 giugno 2024 |
| 2             | Something to Talk About  | Qualcosa di cui sparlare     | 27 giugno 2024 |
| 3             | Just a Friend            | È solo un amico              | 27 giugno 2024 |
| 4             | Hold My Hand             | Tienimi la mano              | 27 giugno 2024 |
| 5             | What Is Love             | Cos'è l'amore?               | 27 giugno 2024 |
| 6             | I Can See Clearly Now    | Ora capisco                  | 27 giugno 2024 |
| 7             | Baby-Baby-Baby           | Un bambino?                  | 27 giugno 2024 |
| 8             | Friends in Low Places    | Amici incontrollabili        | 27 giugno 2024 |
| Seconda parte |                          |                              |                |
| 9             | All Apologies            | Scuse                        | 22 agosto 2024 |
| 10            | Doll Parts               | Dubbi sentimentali           | 22 agosto 2024 |
| 11            | Achy Breaky Heart        | Problemi di cuore            | 22 agosto 2024 |
| 12            | Two Princes              | Riconciliazioni              | 22 agosto 2024 |
| 13            | Life Is a Highway        | La vita è come un'autostrada | 22 agosto 2024 |
| 14            | I'll Stand by You        | Sarò dalla tua parte         | 22 agosto 2024 |
| 15            | Are You Gonna Go My Way  | Riuscirò a convincerti?      | 22 agosto 2024 |
| 16            | Don't Look Back in Anger | Nessun rancore               | 22 agosto 2024 |

## Dovresti saperlo
- Titolo originale: You Oughta Know
- Diretto da: Gail Mancuso
- Scritto da: Gregg Mettler

### Trama
L'8 giugno 1996, Leia ritorna a Point Place e cerca di trovare il coraggio per dire a Jay che l'estate precedente ha quasi baciato Nate. Ozzie cerca di vincere i biglietti per le Spice Girls in un concorso radiofonico. Dato che la vicina della porta accanto ai Forman è morta, Donna convince suo padre Bob a lasciare la Florida e tornare a Point Place.

## Qualcosa di cui sparlare
- Titolo originale: Something to Talk About
- Diretto da: Gail Mancuso
- Scritto da: Chrissy Pietrosh & Jessica Goldstein

### Trama
Una volta che il segreto viene rivelato, Nate e Nikki rivalutano la loro relazione, Leia cerca di riconquistare la fiducia di tutti e Jay cerca di vendicarsi flirtando con Donna. Red cerca di far cambiare idea a Bob riguardo al diventare di nuovo suo vicino.

## È solo un amico
- Titolo originale: Just a Friend
- Diretto da: Gail Mancuso
- Scritto da: Tommy Johnagin

### Trama
Leia trova un lavoro da Hot Topic per lavorare insieme a Gwen, scoprendo che lei ha una relazione segreta con Cole, un dipendente di Abercrombie & Fitch. Per tirare su di morale Nate dopo la sua rottura, Jay guarda un film porno con lui, ma il nastro si blocca nel videoregistratore dei Forman. Red porta Kitty in un ristorante elegante sperando di riaccendere la loro relazione.

## Tienimi la mano
- Titolo originale: Hold My Hand
- Diretto da: Gail Mancuso
- Scritto da: Alison Wong

### Trama
Kitty si fa male e, poiché le donne del vicinato le lasciano spesso cose e trascorrono del tempo con Red, diventa gelosa. Leia cerca di convincere Gwen a prendere sul serio la sua relazione con Cole. Jay e Nate portano Ozzie alla stazione degli autobus, dove arriverà il suo ragazzo canadese.

## Cos'è l'amore?
- Titolo originale: What Is Love
- Diretto da: Gail Mancuso
- Scritto da: Erin Fischer

### Trama
Leia prende lezioni di guida da tutti i suoi nonni. Il gruppo partecipa a una festa con il barile nei boschi, dove Nikki e Nate scommettono su chi otterrà più numeri di telefono, e i piani di Jay per dire a Leia che la ama davvero vengono rovinati quando una sua ex fidanzata appiccicosa lo avvicina.

## Ora capisco
- Titolo originale: I Can See Clearly Now
- Diretto da: Gail Mancuso
- Scritto da: King Hassan

### Trama
Cercando di dimostrare a Leia che è cambiato, Jay si scusa con tutte le donne a cui ha fatto dichiarazioni d'amore insincere. Dopo una notte di sesso, Nikki e Nate continuano a vedersi di nascosto. Kitty inizia a curarsi con un guaritore. Le ragazze rubano dei Wonderbra da un negozio, ma solo Gwen viene fermata dalla sicurezza. Kitty, ancora sofferente per la gamba infortunata, incontra un guaritore che si rivela essere un truffatore.

## Un bambino?
- Titolo originale: Baby-Baby-Baby
- Diretto da: Gail Mancuso
- Scritto da: Jake Lasker

### Trama
Il ciclo di Nikki è in ritardo, quindi Kitty la aiuta a scoprire se è incinta. Red finisce in ospedale dopo aver origliato una conversazione tra Leia e Jay in cui esprimono interesse nel fare sesso.

## Amici incontrollabili
- Titolo originale: Friends in Low Places
- Diretto da: Gail Mancuso
- Scritto da: Tommy Johnagin

### Trama
Red compra due biglietti per Parigi, ma all'aeroporto Kitty scopre che Red non è disposto a viaggiare a causa della sua paura di volare, quindi cerca di convincerlo a cambiare idea. In una chat online, Ozzie finge di essere una donna per ingannare Bob e mandarlo a un appuntamento dove verrà lasciato solo. Sapendo che i nonni di Leia saranno via per due settimane, i suoi compagni di classe organizzano una festa a casa dei Forman, con Leo che approfitta dell'occasione per festeggiare il suo pensionamento. Il figlio di Leo, Sonny, e il suo amico Bunch (Kevin Smith e Jason Mewes) si schiantano nella cucina dei Forman.

## Scuse
- Titolo originale: All Apologies
- Diretto da: Laura Prepon
- Scritto da: Aaron Huffines

### Trama
Quando Red e Kitty tornano da Parigi e scoprono il muro della cucina rotto, Nate si prende la colpa per impressionare Nikki. Quando Bob e suo fratello italiano non riescono a riparare il muro, Red costringe Nate a farlo, e tra i due nasce un legame. Per ringraziare Nate per essersi preso la colpa, Leia, Jay e Ozzie vanno a una convention di wrestling per procurargli del materiale firmato, ma Jay e Leia litigano su chi sia più importante, mentre Ozzie conosce un nuovo ragazzo. Gwen e Nikki cercano di evitare Kitty, che tenta di mostrare loro numerose foto del viaggio a Parigi.

## Dubbi sentimentali
- Titolo originale: Doll Parts
- Diretto da: Laura Prepon
- Scritto da: David Goetsch

### Trama
Leia è finalmente pronta per fare sesso, ma Jay si fa male alla spalla, il che porta Nikki e Gwen a consigliarle di provare il piacere personale. Leia, però, finisce per rompere accidentalmente la doccia mentre cerca di masturbarsi. Ozzie, Nate e Jay cercano una bustina come rimedio per il dolore, così vanno da Sonny e Bunch, ma finiscono per cercare di risolvere la loro amicizia dopo un litigio per il didgeridoo rotto di Sonny. Mentre cercano di mettere fine alla lite, Nate e Jay iniziano a discutere dei loro problemi personali, ma alla fine si perdonano parlando nel cerchio. Donna si preoccupa per Red e Kitty quando scopre che stanno vendendo la collezione di Beanie Baby di Kitty per divertimento. Nate cerca di trovare un lavoro per impressionare Nikki, ma la sorprende mentre bacia un dipendente del Hub. Dopo aver ricevuto consigli da sua madre, Leia e Jay fanno sesso per la prima volta.

## Problemi di cuore
- Titolo originale: Achy Breaky Heart
- Diretto da: Laura Prepon
- Scritto da: Erin Fischer

### Trama
Dopo aver perso la verginità, Leia inizia a riflettere troppo su quanto conosca davvero Jay. Nel frattempo, Jay consiglia a Nate di provare a conoscere qualcun'altra, ma poi decide di ignorarlo nel caso Leia voglia fare sesso di nuovo. Nate finisce per incontrare e frequentare Betsy Kelso. Jay si arrabbia per la relazione tra Betsy e Nate e chiede loro di smettere di vedersi, ma Betsy convince Nate a ignorare la richiesta di Jay. Kitty si arrabbia dopo che il suo aspirapolvere si rompe e Red cerca di sostituirlo con uno nuovo.

## Riconciliazioni
- Titolo originale: Two Princes
- Diretto da: Laura Prepon
- Scritto da: Jake Lasker

### Trama
Jay e Nate stanno ancora litigando e si rifiutano di fare pace. Leia cerca di convincere Betsy a farli riconciliare, ma viene manipolata da lei. Kitty e Sherri cercano di aiutare Ozzie a ristabilire i contatti con Isaac, il ragazzo che ha conosciuto alla convention di wrestling. Red va in una caffetteria e lega con un dipendente che non ama trattare con clienti scortesi, ma finisce per allontanare tutti gli altri clienti.

## La vita è come un'autostrada
- Titolo originale: Life Is a Highway
- Diretto da: Laura Prepon
- Scritto da: King Hassan

### Trama
Il padre di Gwen, Otis, arriva per passare del tempo con sua figlia, ma nonostante l'interferenza di Red e Kitty, finisce per frequentare Sherri. Arrabbiate, Gwen e Leia rubano il suo camion. Nate fatica a rompere con Betsy e riceve consigli da Jay su come farlo. Ozzie e Isaac vanno al loro primo appuntamento per vedere un film vietato ai minori, convincendo Sonny e Bunch a comprare i biglietti per loro, solo per scoprire che i due uomini li accompagneranno. Nikki cerca di portare la sua relazione con Theo al livello successivo.

## Sarò dalla tua parte
- Titolo originale: I'll Stand by You
- Diretto da: Laura Prepon
- Scritto da: Mark Hudis

### Trama
Kitty riceve una multa per eccesso di velocità, che potrebbe causare la sospensione della sua patente. Per evitarlo, lei e Red cercano di convincere Leia a mentire in tribunale per lei. Dopo aver scoperto che Nate è ancora innamorato di Nikki, Theo lo sfida a una lotta. Nel frattempo, i ragazzi trovano dei cimeli nella soffitta di Gwen e Nate. Quando Bob si unisce a loro e scopre molti vecchi oggetti di Donna e Midge, diventa nostalgico del passato.

## Riuscirò a convincerti?
- Titolo originale: Are You Gonna Go My Way
- Diretto da: Laura Prepon
- Scritto da: Alison Wong

### Trama
Donna arriva a Point Place con la notizia che a Eric è stato offerto un nuovo lavoro in California, dove lavorerà al fianco di George Lucas per scrivere un libro sui prossimi film di Star Wars. Questo significa che Donna deve decidere cosa fare riguardo a Leia. Poiché Leia vuole rimanere a Point Place, lei e i suoi amici lavorano insieme per cercare di convincere Red, Kitty e Donna a lasciarla restare. Nel frattempo, Ozzie recluta Nikki per aiutarlo a cercare un anello che Isaac gli ha regalato e che ha perso, e grazie a Nate e Bob, Mitch scopre che Donna è in città.

## Nessun rancore
- Titolo originale: Don't Look Back in Anger
- Diretto da: Laura Prepon
- Scritto da: Chrissy Pietrosh & Jessica Goldstein

### Trama
Ora che Leia rimarrà a Point Place per l'anno scolastico, può unirsi ai suoi amici per la loro tradizionale serata prima dell'inizio della scuola. Questo include irrompere sul tetto della scuola. Nel frattempo, Donna e Kitty sono in disaccordo riguardo alle decisioni future su Leia.